# サデーク
サデーク（ベトナム語：Thành phố Sa Đéc / 城庯沙的） はベトナム南部メコンデルタ地方、ドンタップ省の都市。「サデーク」はクメール語で「水の神」を意味し、メコン川の河港と農工業の交易、生花と米および米粉製品の生産で知られる。サデックとも。

## 歴史
かつてはカンボジアの領土であった。1757年、カンボジアの内乱に介入した広南阮氏により、ベトナム領となる。19世紀まではドンカウ道（Đông Khẩu Đạo / 東口道）の首都であり、メコンデルタ最大の都市として知られていた。
1956年以前のフランス植民地時代および1966年から1975年までの南ベトナム時代にはサデーク省の省都であった。また、1976年から1994年までは市社ながらもドンタップ省の省都であったが、1994年4月29日にカオラインにその地位を譲った。2013年10月14日に市社から城庯へと昇格、今日ではおよそ20万2千人の人口と3つの工業団地を有し、メコンデルタの多くのビジネスマンを惹きつけている。
ベトナム戦争中の1960年代半ばには、アメリカの河川哨戒艇（PBR）の基地となっていた。

## 地理
ドンタップ省南部に位置し、ヴィンロンとロンスエンのほぼ中間地点にあたる。東部はティエンザン（メコン川）に沿っており、サデーク川が市を二分する。

## 交通
市中心部より約500m南東の位置にバスターミナルがあり、メコンデルタ各地やホーチミン市へのバスが出ている。また中・近距離バスは市中心部の市場近くにも停車する。
省都のカオラインとの間にはメコン川があり、橋がかかっていないため直通バスは存在しない。隣接するヴィンロン省のヴィンロン市とはローカルバスで結ばれている。アンザン省方面へは、ロンスエンの南約4kmにあるヴァムコンの渡し場へのローカルバスが存在する。
市中心部より約1km北の位置にミエウチャン（Miễu Trắng）の渡し場があり、隣接するカオライン県とを繋いでいる。

## 行政区画
サデークは、以下の行政単位に区分される。
|  | - 坊（Phường） - 第一坊（Phường 1） - 第二坊（Phường 2） - 第三坊（Phường 3） - 第四坊（Phường 4） - アンホア坊（An Hòa / 安和） - タンクイドン坊（Tân Quy Đông / 新歸東） |  | - 社（Xã） - タンクイタイ社 （Tân Quy Tây / 新歸西） - タンカインドン社 （Tân Khánh Đông / 新慶東） - タンフードン社（Tân Phú Đông / 新富東） |

## 観光

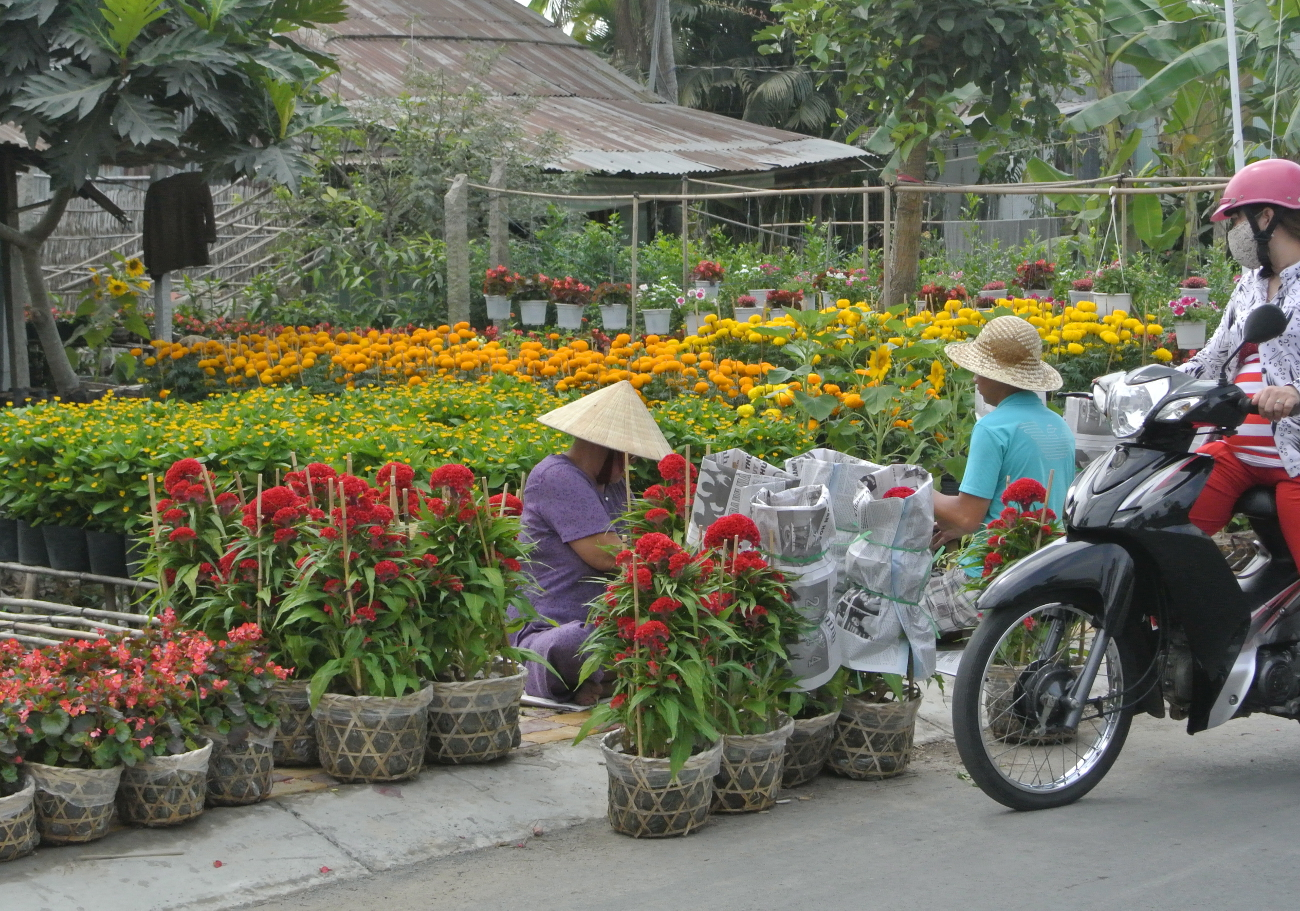
テトを5日後に控え出荷に勤しむ「花の村」

### 花の村
地域一帯が生花の産地として著名であるが、特に市中心部から2km程離れた省路848号線を中心とした一帯が「花の村」（Làng hoa）として観光客を集めている。テトの前になると、ホーチミン市や遠くハノイ（この時期のベトナム北部は冬であり、生花は生産できない）からも注文が届き、農民たちは出荷に追われる。

### セオクイット
メコン川を挟んで隣接するカオライン県のジャングルの中には、ベトナム戦争中に南ベトナム解放民族戦線の根拠地であったセオクイット水上基地があり、小型の手漕ぎ船で密林内の水路を周遊することができる。

### 黄水黎の家
グエンフエ通り255A番地には、1928年から1932年までサデークに住んでいたフランスの作家、マルグリット・デュラスの小説の題材となった黄水黎の家がある。デュラスの母マリーが働いていたフンヴオン通りとホースアンフオン通りの角にある学校は今も残っており、チュンヴオン小学校となっている。デュラスは富裕な華人家庭の子息であった黄水黎（フイン・トゥイ・レー、Huỳnh Thủy Lê）とサデークで出会って情事を重ね、この体験を元にした小説『愛人』（L'Amant）は1984年にゴンクール賞を受賞した。黄水黎の家は長い間政府機関の事務所として使用されていたが、2007年に一般公開され、フランス語・英語・ベトナム語のガイドが行われている。